# Wincenty Kowalski
Wincenty Kowalski (ur. 11 września 1892 w Warszawie, zm. 29 listopada 1984 w River Forest) – generał brygady Wojska Polskiego.

## Życiorys

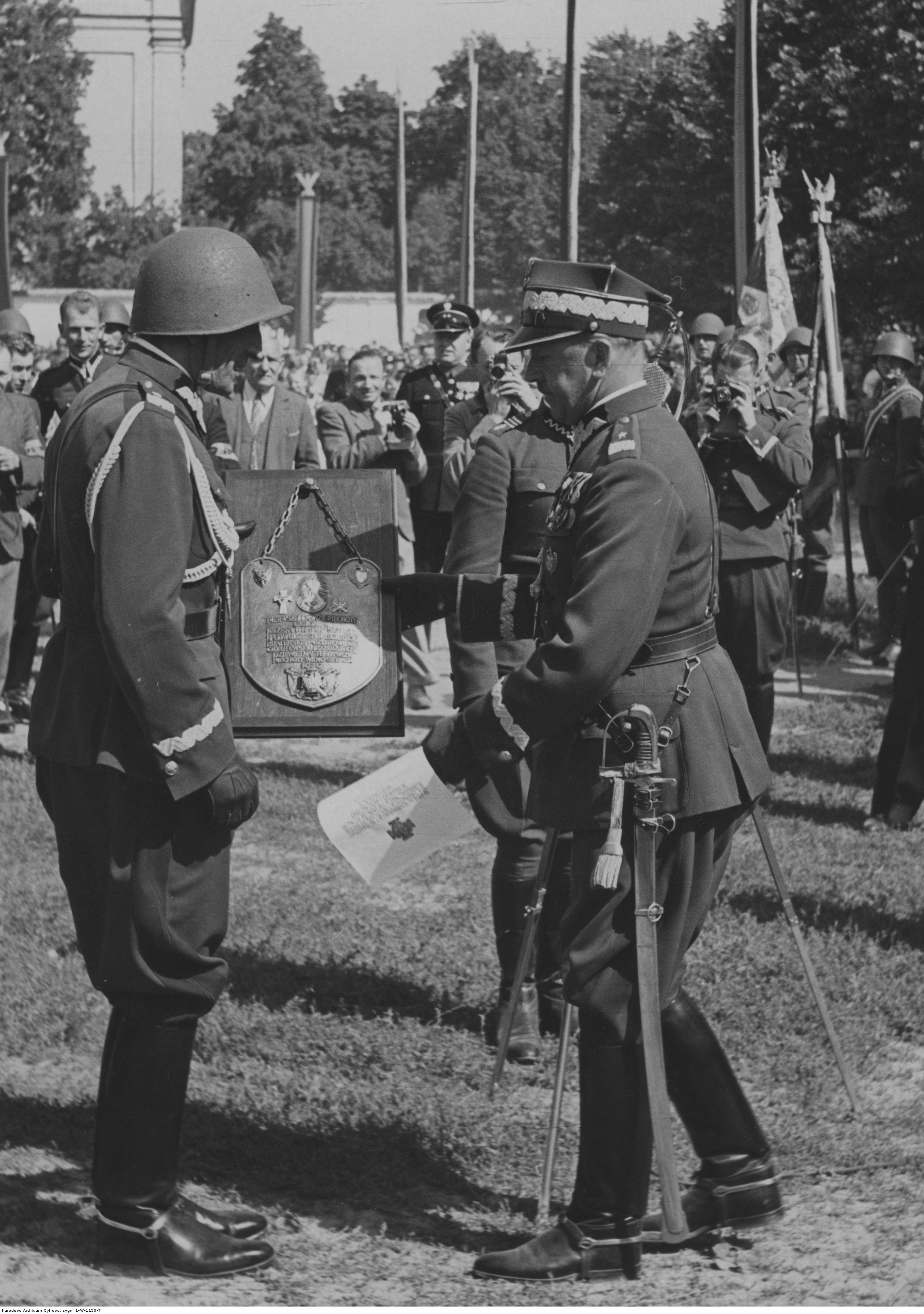
Jubileusz 25-lecia 1 DP Leg. w Wilnie. Generał Kowalski (w hełmie)

Pochodził z warszawskiej rodziny rzemieślniczej. Po ukończeniu Szkoły im. Konarskiego oraz Szkoły Wawelberga i Rotwanda w Warszawie wyjechał i ukończył studia na Wydziale Maszyn Politechniki w Liège (Belgia) na wydziale budowy maszyn. Od 1905 brał udział w ruchu niepodległościowym, członek Związku Walki Czynnej i Związku Strzeleckiego. Ukończył szkołę podoficerską oraz kurs oficerski Związku Strzeleckiego w Oleandrach. 
W okresie sierpień 1914 – lipiec 1917 w Legionach. 6 sierpnia 1914 wymaszerował z Krakowa w składzie IV plutonu 1 Kompanii Kadrowej. Do lipca 1917 pełnił służbę w 1 pułku artylerii Legionów, a po kryzysie przysięgowym, został internowany w Beniaminowie.
Od listopada 1918 w Wojsku Polskim. Wziął udział w wojnie z Ukraińcami i bolszewikami dowodząc 3 baterią, a następnie (od 20 sierpnia 1919) dywizjonem 1 pułku artylerii polowej Legionów i II batalionem 5 pułku piechoty Legionów (od 15 sierpnia 1920).
W latach 1921–1923 był słuchaczem II Kursu Normalnego Wyższej Szkoły Wojennej w Warszawie. Z dniem 1 października 1923, po ukończeniu kursu i uzyskaniu tytułu naukowego oficera Sztabu Generalnego, otrzymał przydział do Inspektoratu Armii Nr I w Wilnie na stanowisko I referenta. Z dniem 1 marca 1926 został przeniesiony do kadry oficerów artylerii z równoczesnym przeniesieniem służbowym do Biura Ścisłej Rady Wojennej w Warszawie na stanowisko szefa wydziału. W listopadzie tego roku został zatwierdzony na stanowisku zastępcy szefa Oddziału III Sztabu Generalnego w Warszawie. W kwietniu 1928 został mianowany szefem Oddziału III Sztabu Generalnego. W listopadzie tego roku został przeniesiony do składu osobowego inspektora armii, generała dywizji Tadeusza Piskora. W październiku 1930 został przeniesiony do Dowództwa Obszaru Warownego „Wilno” w Wilnie na stanowisko zastępcy dowódcy. W 1934 roku został mianowany II dowódcą piechoty dywizyjnej 19 Dywizji Piechoty w Wilnie. W maju 1937 roku objął dowództwo 8 Dywizji Piechoty w twierdzy Modlin. 28 stycznia 1938 roku prezydent RP zwolnił go ze stanowiska dowódcy 8 DP i mianował dowódcą 1 Dywizji Piechoty Legionów w Wilnie, którą dowodził w czasie kampanii wrześniowej. Od 3 września dowódca GO „Wyszków”. 24 września pod Tarnawatką dostał się do niewoli niemieckiej. Wojnę spędził w obozie jenieckim Oflag VII A Murnau. Po uwolnieniu z niewoli został przyjęty do Polskich Sił Zbrojnych.
W maju 1946, po demobilizacji, wyjechał do Stanów Zjednoczonych, gdzie prowadził wśród Polonii i w środowisku kombatantów ożywioną działalność. Był między innymi prezesem Rady Stowarzyszenia Polskich Kombatantów, prezesem Polskiej Bratniej Pomocy i członkiem Stowarzyszenia Weteranów Armii Polskiej. W latach 1956–1963 był dyrektorem Instytutu Józefa Piłsudskiego.
Zmarł 29 listopada 1984 w River Forest. 6 września 1986, zgodnie z wolą zmarłego, jego prochy zostały złożone na cmentarzu wojskowym w Kałuszynie.

## Awanse
- chorąży – 15 grudnia 1915[17]
- podporucznik – 1 listopada 1916[17]
- porucznik – 1918
- kapitan – 1919
- major – 1920
- podpułkownik – 3 maja 1922 zweryfikowany ze starszeństwem z  dniem 1 czerwca 1919 i 83. lokatą w korpusie oficerów artylerii[18]
- pułkownik – 1 stycznia 1928 ze starszeństwem z dniem 1 stycznia 1928 i 10. lokatą w korpusie oficerów artylerii[19]
- generał brygady – ze starszeństwem z dniem 19 marca 1939 roku i 9. lokatą w korpusie generałów[20]

## Order i odznaczenia
- Krzyż Złoty Orderu Wojennego Virtuti Militari nr 120[21]
- Krzyż Srebrny Orderu Wojskowego Virtuti Militari (16 lutego 1921)[22]
- Krzyż Komandorski z Gwiazdą Orderu Odrodzenia Polski (11 listopada 1973)[23]
- Krzyż Niepodległości (6 czerwca 1931)[24]
- Krzyż Oficerski Orderu Odrodzenia Polski (10 listopada 1928)[25][26]
- Krzyż Kawalerski Orderu Odrodzenia Polski[27]
- Krzyż Walecznych (czterokrotnie)[26]
- Złoty Krzyż Zasługi (18 marca 1933)[28]
- Medal Pamiątkowy za Wojnę 1918–1921
- Medal Dziesięciolecia Odzyskanej Niepodległości
- Odznaka Pamiątkowa „Pierwszej Kadrowej”[29]
- Odznaka Pamiątkowa Generalnego Inspektora Sił Zbrojnych (12 maja 1936)
- Krzyż Komandorski Orderu Lwa Białego (Czechosłowacja)
- Krzyż Komandorski Orderu Trzech Gwiazd (Łotwa)
- Medal 10 Rocznicy Wojny Niepodległościowej (Łotwa, 1929)[30]